# Музей истории развития образования Воронежской области
Музей истории развития образования Воронежской области — музей в Воронеже.

## История
Открыт в 1995 г. на базе Воронежского областного института повышения квалификации и переподготовки работников образования (ВОИПКиПРО) как музей истории народного образования Воронежской области. Организатор, автор концепции и первый директор Ю. В. Пыльнев (заслуж. работник культуры РФ, канд. ист. наук). В 1996 г. на базе музея создано государственное учреждение просвещения «Воронежский областной центр (музей) истории народного образования». В 2010 г. центр, как государственное учреждение упразднен и музей снова стал именоваться «Музей истории народного образования Воронежской области» при ВОИПКиПРО. В 2016 г. переименован в музей истории развития образования Воронежской области. Музей является учебным, научно-исследовательским и культурно-просветительским структурным подразделением Воронежского института развития образования (ВИРО), осуществляет изучение, хранение и научное обоснование памятников материальной и духовной культуры, связанных с историей просвещения, педагогического и школьного образования Воронежской области и России.
Экспозиция размещается в шести залах общей площадью 400 кв. м. и насчитывает более 2000, в основном подлинных, экспонатов. Здесь представлена история воронежской школы (конец XVII — нач. XXI века) и педагогического образования (XIX—XX вв.). Музей располагает богатой коллекцией предметов школьного быта, ученической, пионерской, военно-учебных заведений и др. форменной одежды, учебников, приборов, документов, фотографий. На базе экспозиций и фондовых коллекций ведется массовая научно-просветительская работа, оказывается методическая и практическая помощь руководителям школьных музеев Воронежской области.

## Разделы экспозиции
Зал № 1.

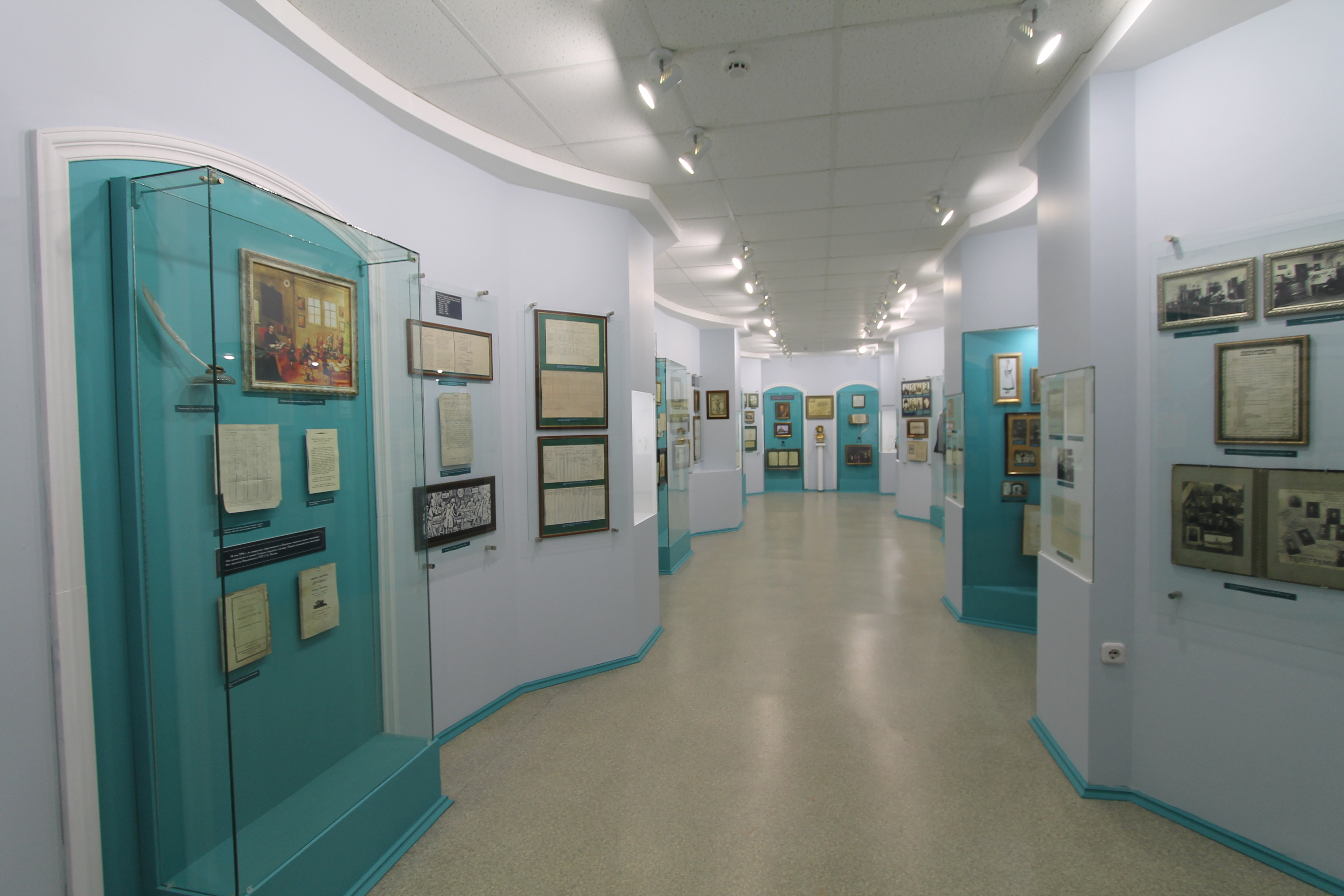
Зал №1

- Распространение грамотности в Воронежском крае в конце XVII — нач. XVIII в. Первые школы.
- Воронежская адмиралтейская школа (1703).
- Цифирная школа (1716).
- Математическая школа в Павловске (1720-е гг.).
- Гарнизонные школы. Военно-сиротское отделение. Батальон (школа) военных кантонистов. (XVIII—XIX вв.).
- Народное училище (1785).
- Устав народным училищам в Российской империи (1786). Главное народное училище (1786).
- Малые народные училища (2-я полов. XVIII в.).
- Первая типография в Воронеже (1798).
- Домашнее обучение детей дворянства. Частные школы на дому (2-я полов. XVIII в.).
- Народные школы грамоты (конец XVIII в.).
- Школа в немецкой колонии Рибенсдорф (1765).
- Архерейская школа. Духовная семинария (1745).
- Духовные училища (XIX — нач. XX вв.).
- Епархиальное женское училище (1865).

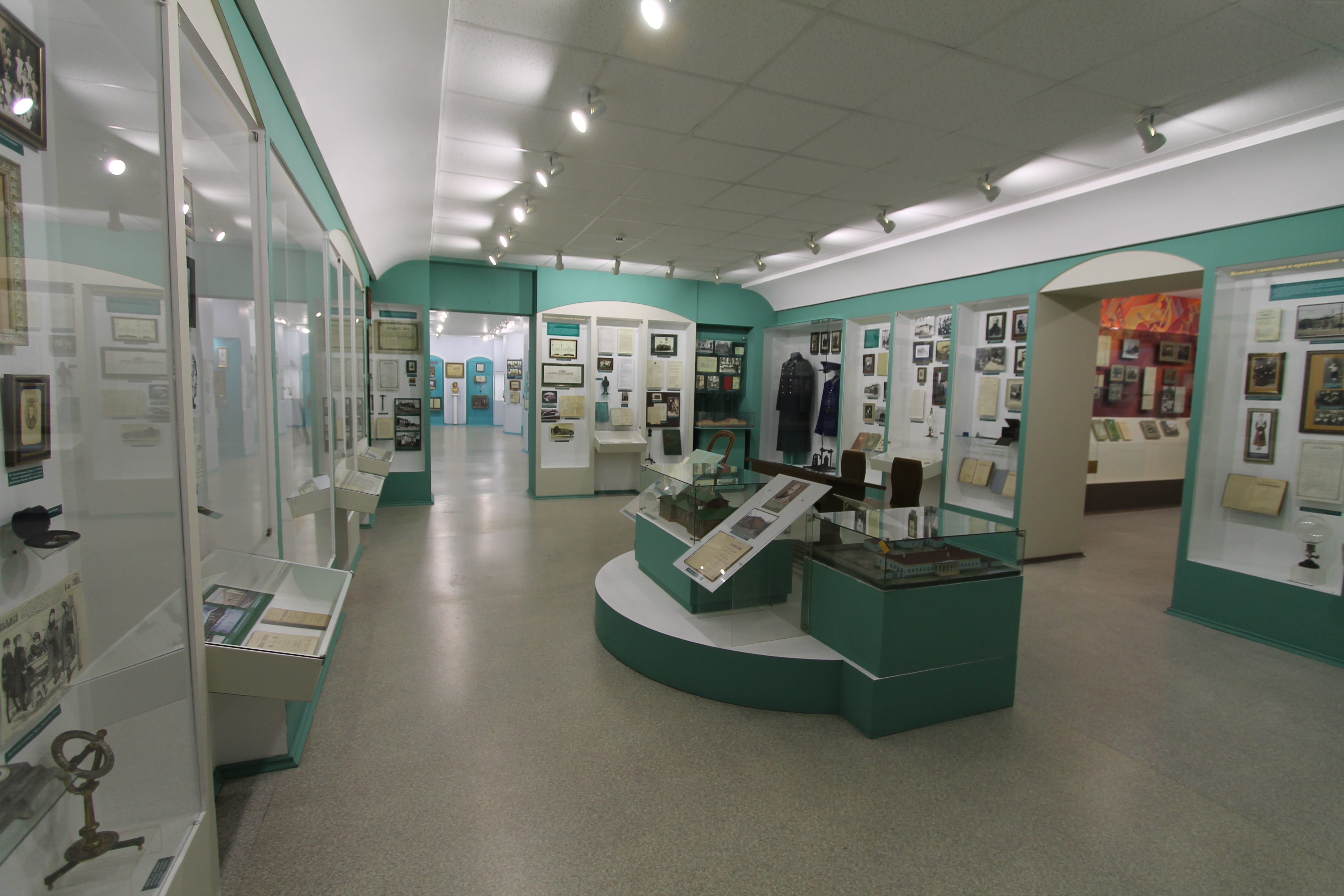
Зал №2

- Зал №2Кадетский корпус (1845). Военная гимназия.

Зал № 2. (XIX — нач. XX вв.).
- Воронежская губернская (1-я мужская) гимназия.
- Мужские гимназии и прогимназии.
- Женские гимназии и прогимназии.
- Реальные училища.
- Коммерческие училища.
- Частные пансионы.
- Начальные школы повышенного типа.
- Начальная школа (земские, церковно-приходские, городские).

Зал № 3. (1917—1941).

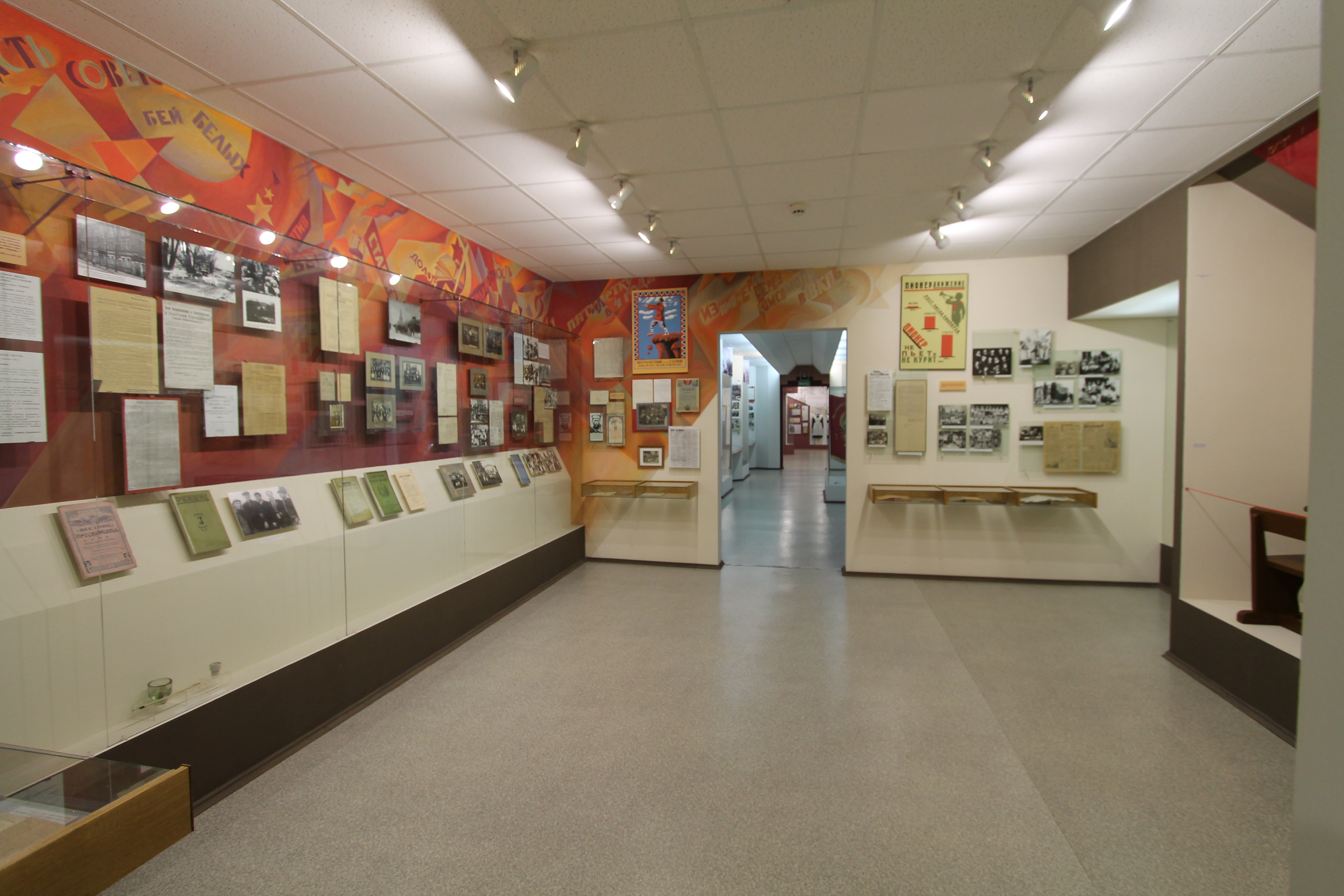
Зал №3

- Преобразования в области просвещения.
- Создание Воронежского губоно.
- Воронежская школа в 1920-е гг.
- Борьба с беспризорностью.
- Борьба с неграмотностью.
- Создание пионерской организации.
- Воронежская школа в 1930-е гг.
- Опытно-показательные и образцовые школы.

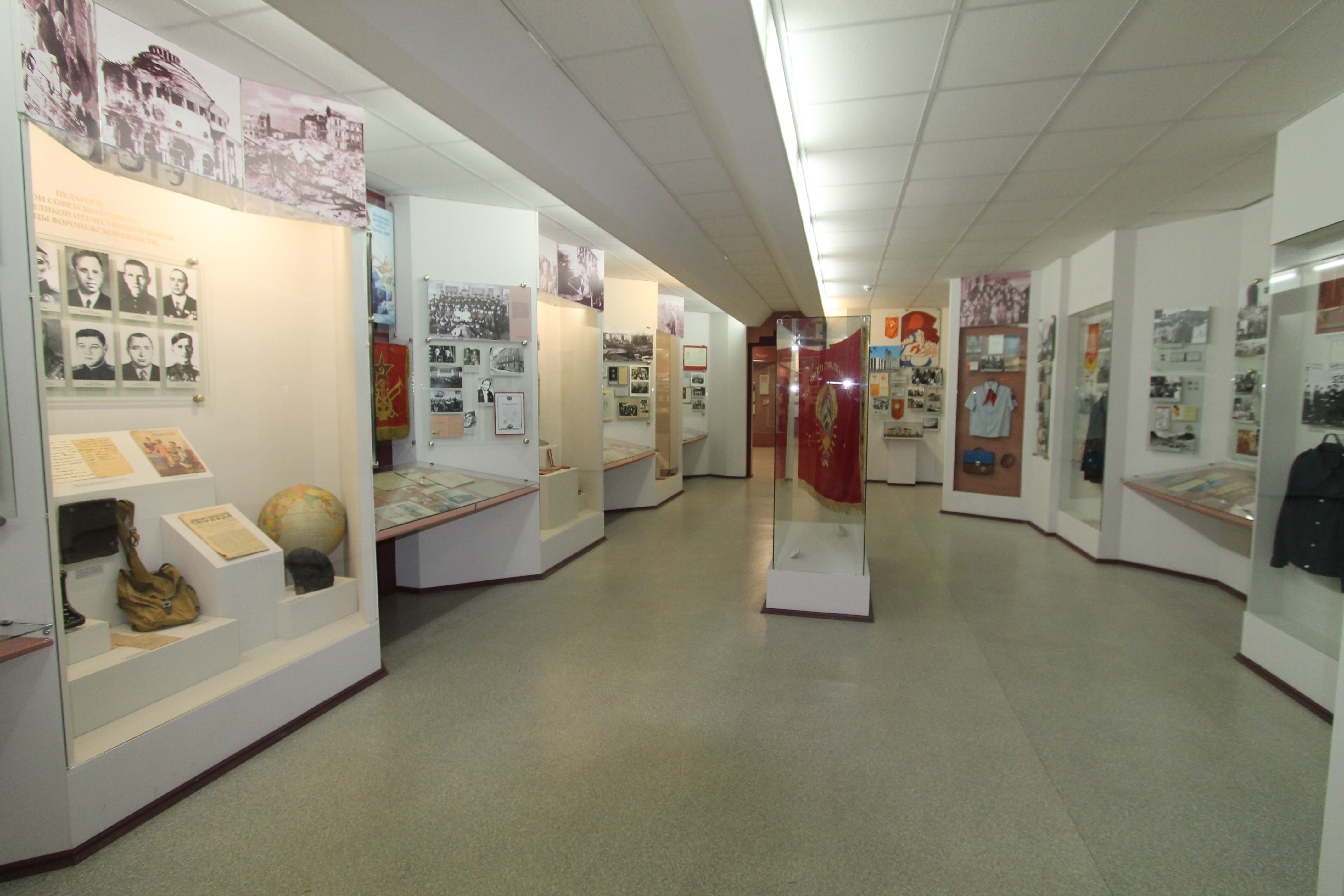
Зал №4

#### Зал № 4. (1941—2015).
- Воронежская школа в годы Великой Отечественной войны.
- Школа военных музыкантских воспитанников.
- Суворовское училище.
- Воронежская школа в 1940-е гг., 50-е гг., 60-е гг., 70-е гг., 80-е гг.,90-е гг., нач. XXI в.
- Народные учителя.
- Введение ЕГЭ.

Зал № 5.

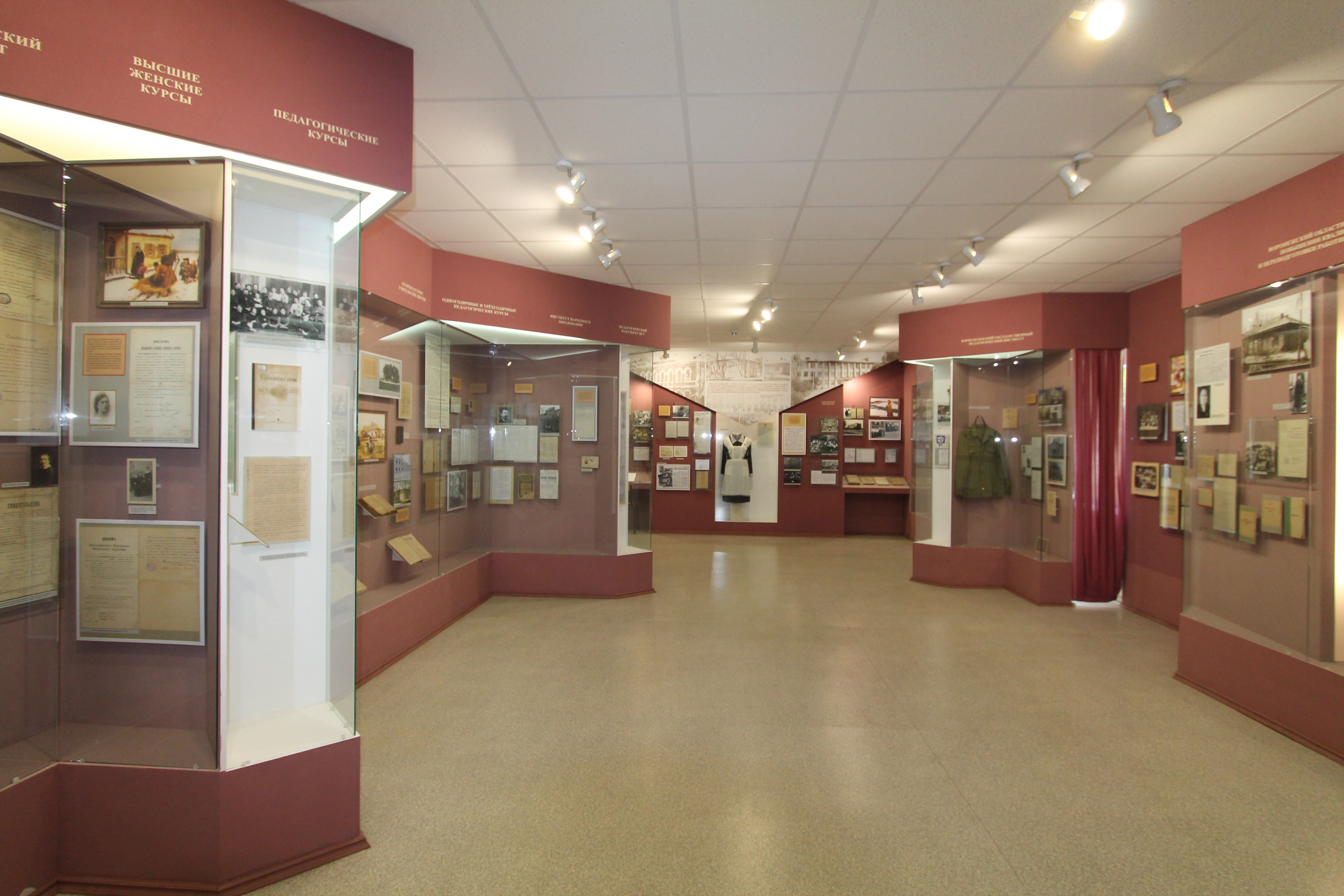
Зал №5

- Педагогическое образование в Воронежском крае (XIX — нач. XX вв.).
  - До 1917 года
    - Учительские семинарии.
    - Учительский институт.
    - Педагогический экстернат.
    - Высшие женские курсы.
    - Педагогические классы при женских гимназиях и епархиальном женском училище.
    - Второклассные учительские школы.

  - После 1917 г.
    - Одногодичные и трехгодичные педагогические курсы.
    - Институт народного образования.
    - Педагогический факультет ВГУ.
    - Педагогические техникумы.
    - Педагогические училища.
    - Новоживотинновский филиал научно-исследовательского института общего и политехнического образования Академии педагогических наук РСФСР (1931—1936).
    - Учительские институты.
    - Педагогические институты.
    - Воронежский областной институт повышения квалификации и переподготовки работников образования — Воронежский институт развития образования.

Зал № 6. (2-я полов. XIX—XX век).

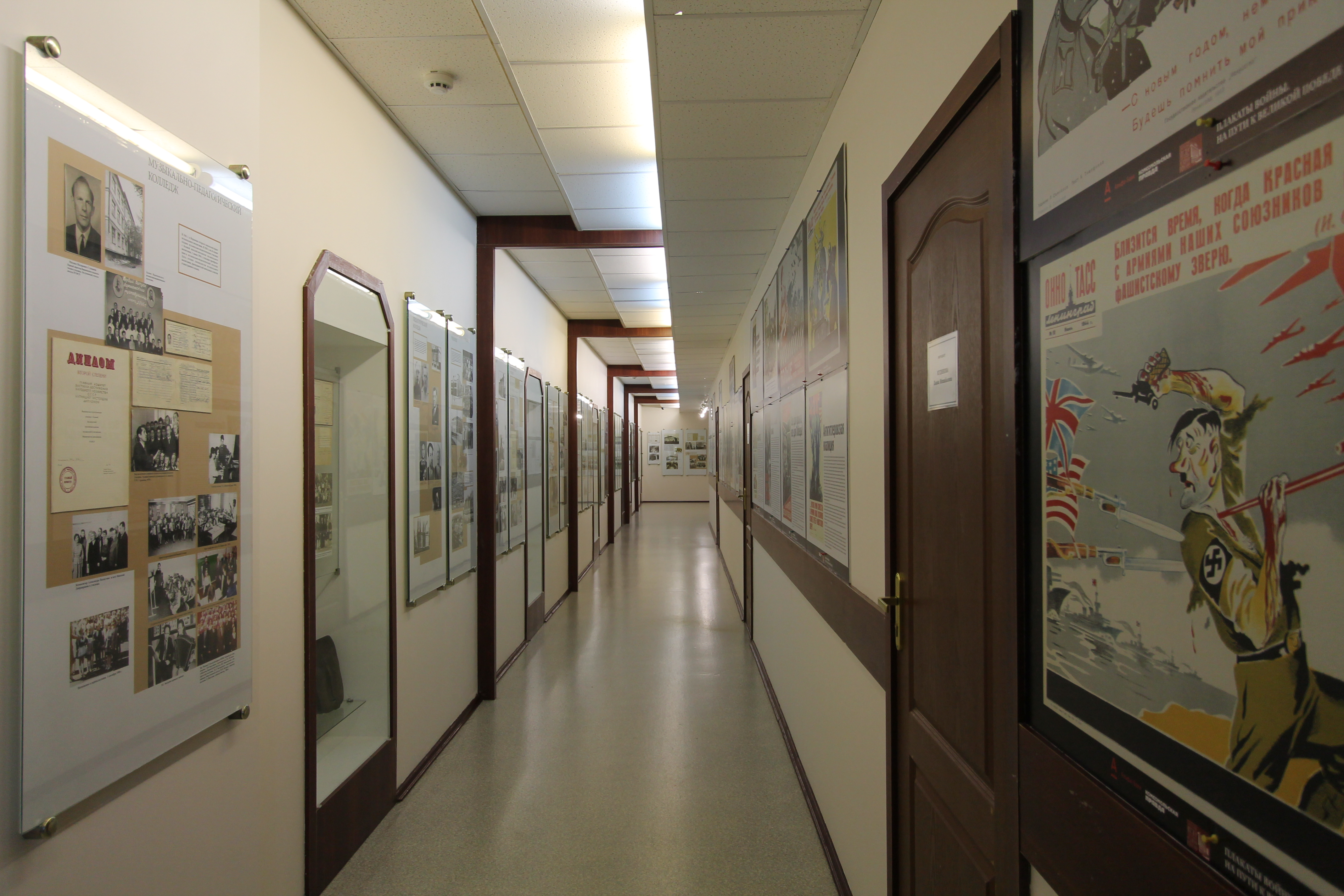
Зал №6

- Профессиональное образование в Воронежской губернии.
- Профессионально-техническое образование.
- Спортивные школы.
- Школы-интернаты.
- Галерея известных педагогов Воронежской области.

## Наиболее ценные (уникальные) экспонаты
- Чернильницы (XVII—XX вв.).
- Псалтырь (XVII в.).

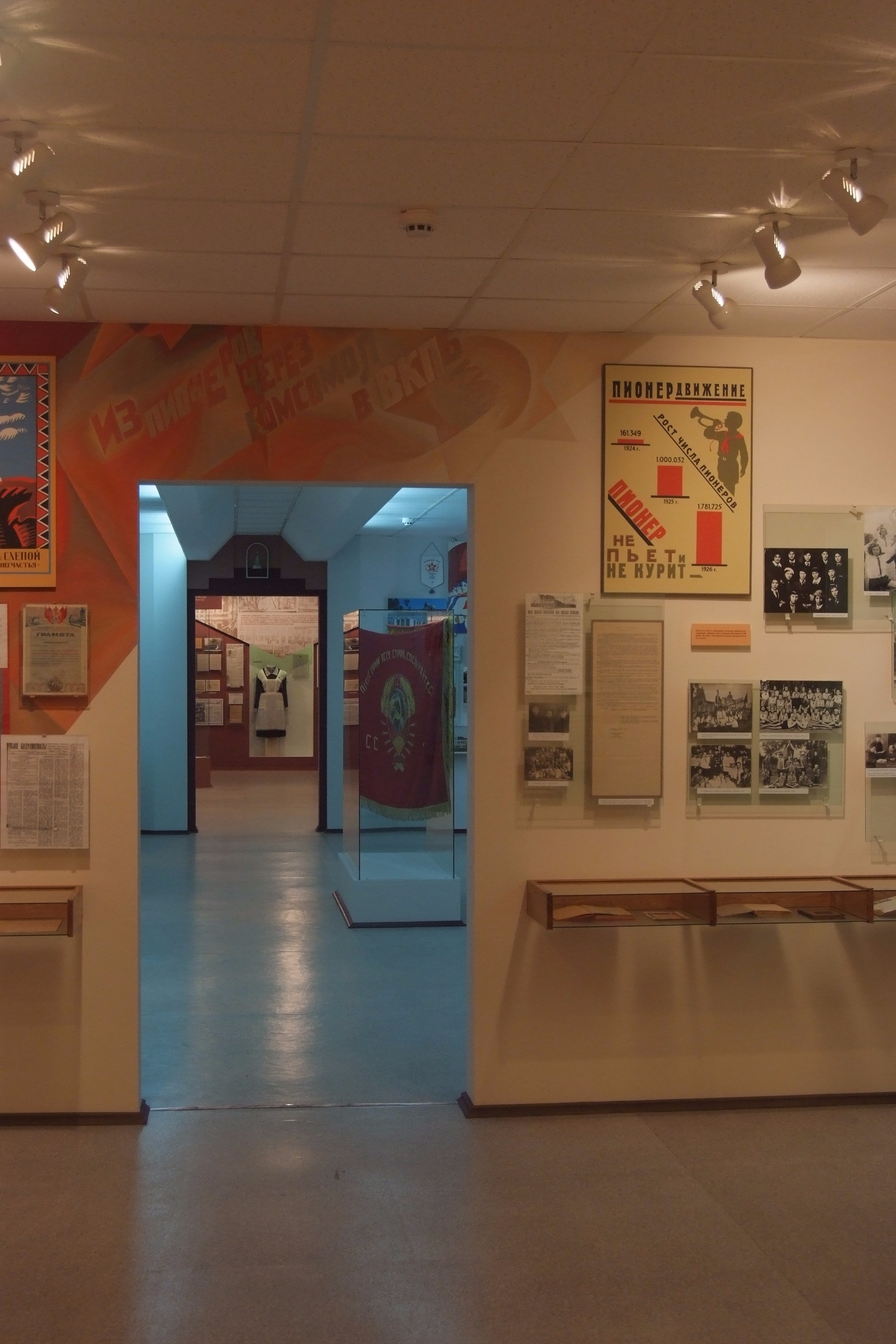

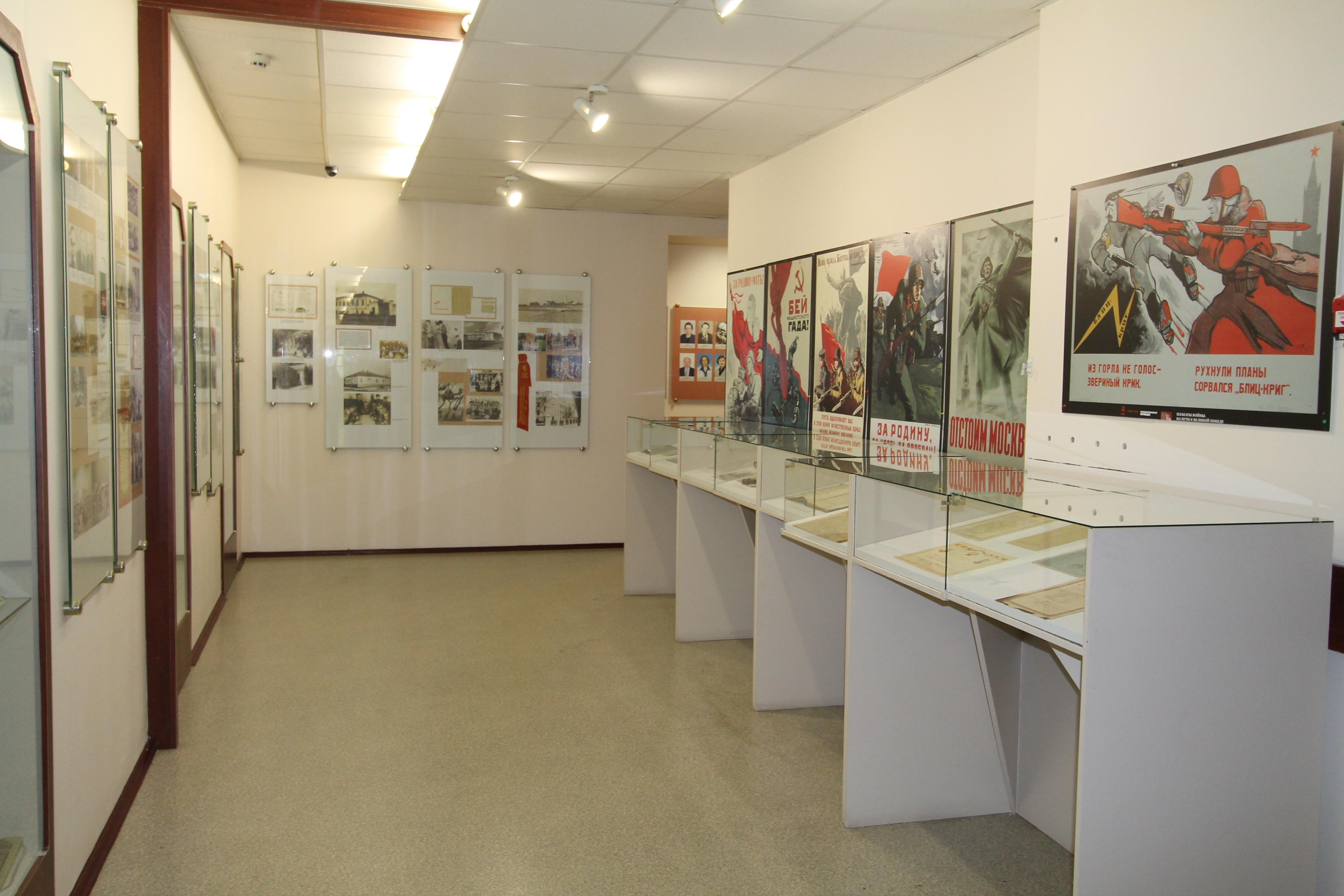
Выставка

- Руководство к механике для народных училищ Российской империи (1785).
- Начальные основания математики (1794).
- Всеобщее землеописание (1807).
- Алгебра Франкера Лакруа (1816).
- Школьные физические и химические приборы (конец XIX — нач. XX вв.)
- Грифельные доски (конец XIX — нач. XX вв.).
- Выпускные альбомы дореволюционных учебных заведений Воронежа и губернии (нач. XX вв.).
- Свидетельства, аттестаты об окончании учебных заведений (конец XIX — нач. XX вв.).
- Стул из квартиры Н. Ф. Бунакова.
- Рубашка и сумка крестьянского мальчика (Воронежская губерния. Конец XIX — нач. XX вв.).
- Памятный жетон «1-я объед. Вор. Сов. Школа II ст. I выпуск. 1920 г.».
- Листовки-обращения к учителям (1920-е гг.).
- Удостоверения об окончании советских школ I и II ст. (1921, 1927, 1929 г.) и др.